# Mai 1864

## Événements
- Insurrection arabe en Algérie, soumission de rebelles en juin. Les Ouled Sidi-Cheikh se révoltent. Le fils de Sidi Hamza, Si-Slimane, avec l’aide de son oncle Si-Lala, soulève les populations du Sud-Oranais.
- États-Unis : le général Grant envahit la Virginie (fin en avril 1865) pendant que le général Sherman avance sur la Géorgie (fin en septembre).

- 1er mai : inauguration de l'église anglicane Saint-James the Apostle à Montréal.
- 2 mai :
  - Le prince de Roumanie Alexandre-Jean Cuza dissout la Chambre et soumet à plébiscite une réforme constitutionnelle qui augmente les pouvoirs du prince et augmente le droit de suffrage.
  - États-Unis, Californie : ouverture de la ligne de chemin de fer Brighton-Freeport (Freeport Rail Road Company).
- 4 mai, France : fondation de la Société générale.
- 9 mai :
  - Victoire navale danoise à la Bataille de Heligoland
  - Arrivée des premiers bagnards en Nouvelle-Calédonie, qui est dotée d'un pénitencier.
- 13 - 15 mai, États-Unis : bataille de Resaca.
- 17 mai, France : ouverture de la section Lunéville - Raon-l'Étape de la ligne Lunéville - Saint-Dié.
- 21 mai : les îles Ioniennes, qui formaient la République des Îles Ioniennes, sont rattachées à la Grèce, après le départ des Britanniques, qui les contrôlaient sous la forme d'un protectorat depuis 1815.
- 24 mai, Mexique : L'archiduc Maximilien Ier du Mexique débarque à Veracruz après que la population de Mexico s'est prononcée en faveur de l’intervention française.
- 25 mai, France : une loi impériale, dite la loi Ollivier, abolit le délit de coalition, sans toutefois (contrairement à une confusion répandue) instaurer le droit de grève[réf. nécessaire].
- 30 mai : John A. Macdonald avec Étienne-Paschal Taché deviennent premiers ministres de la Province du Canada.
- 31 mai - 12 juin, États-Unis : victoire de Lee à la bataille de Cold Harbor, dernière offensive victorieuse des sudistes.

## Naissances
- 6 mai : Abel-Dominique Boyé, peintre français († 1934).
- 10 mai : Léon Gaumont, inventeur et industriel français († 9 août 1946).
- 22 mai : Willy Stöwer, peintre allemand († 31 mai 1931).

## Décès
- 2 mai : Giacomo Meyerbeer, compositeur allemand.
- 27 mai : Léandre Desmaisières, homme politique belge (° 9 septembre 1794).